# Stemma dell'Albania
Lo stemma dell'Albania (stema e Shqipërisë in albanese) è ricavato dalla bandiera dell'Albania e basato sull'emblema di Giorgio Castriota Scanderbeg. È formato da uno scudo rosso, di dimensioni 2:3, nel quale è situata ben evidente al centro l'aquila nera bicefale. Il simbolo è sormontato da un particolare elmo in oro formato da corna di capra, riconosciuto come l'elmo di Scanderbeg.
Durante il regime comunista l'aquila, come nella bandiera, era sormontata da una stella gialla a cinque punte; mentre nel passato la stella presentava sei punte.